# سواستوپولسکایا (ناحیه روستایی)
سواستوپولسکایا (به لاتین: Sevastopolskaya) یک منطقهٔ مسکونی در روسیه است که در آدیغیه واقع شده‌است.